# Długosz (Mazovie)
Pour les articles homonymes, voir Długosz.
Długosz [ˈdwuɡɔʂ] est un village polonais, dans le Powiat de Szydłowiec et dans la voïvodie de Mazovie dans le centre-est de la Pologne.
Il est situé à environ 2 kilomètres au nord de Szydłowiec et à 109 kilomètres au sud de Varsovie.

Sa population compte 81 habitants en 2006.